# Урбјано (Торино)
Урбјано је насеље у Италији у округу Торино, региону Пијемонт.
Према процени из 2011. у насељу је живело 204 становника. Насеље се налази на надморској висини од 543 м.